# Lijst van voorzitters van de Tagsatzung
Hieronder volgt een Lijst van presidenten van de Tagsatzung van Zwitserland vanaf de Restauratie (1814) tot de afschaffing van de Tagsatzung in 1848 (oprichting van de Bondsrepubliek Zwitserland).
| Jaar      | President                                |
| --------- | ---------------------------------------- |
| 1814      | Hans von Reinhard                        |
| 1814      | Hans Konrad von Escher vom Luchs         |
| 1814      | Johann Konrad Finsler                    |
| 1814-1815 | David von Wyss II                        |
| 1816      | Hans von Reinhard                        |
| 1817      | Niklaus Rudolf von Wattenwyl             |
| 1818      | Niklaus Friedrich von Mülinen            |
| 1819      | Josef Karl Xaver Leopold Leodegar Amrhyn |
| 1820      | Vinzenz Rüttimann                        |
| 1821      | David von Wyss II                        |
| 1822      | Hans von Reinhard                        |
| 1823      | Niklaus Rudolf von Wattenwyl             |
| 1824      | Niklaus Friedrich von Mülinen            |
| 1825      | Josef Karl Xaver Leopold Leodegar Amrhyn |
| 1826      | Vinzenz Rüttimann                        |
| 1827      | David von Wyss II                        |
| 1828      | Hans von Reinhard                        |
| 1829      | Niklaus Rudolf von Wattenwyl             |
| 1830      | Emanuel Friedrich von Fischer            |
| 1831      | Josef Karl Xaver Leopold Leodegar Amrhyn |
| 1832      | Eduard Pfyffer von Altishoven            |
| 1833      | Johann Jakob Hess                        |
| 1834      | Konrad Melchior Hirzel                   |
| 1835      | Franz Karl von Tavel                     |
| 1836      | Karl Friedrich Tscharner                 |
| 1837      | Josef Karl Xaver Leopold Leodegar Amrhyn |
| 1838      | Georg Jakob Kopp                         |
| 1839      | Johann Jakob Hess                        |
| 1840      | Johann Karl von Muralt                   |
| 1841      | Johann Karl Friedrich Neuhaus            |
| 1842      | Karl Friedrich Tscharner                 |
| 1843      | Rudolf Rüttimann                         |
| 1844      | Konstantin Siegwart-Müller               |
| 1845      | Johann Heinrich Emmanuel Mousson         |
| 1845      | Jonas Furrer                             |
| 1846      | Johann Ulrich Zehnder                    |
| 1847      | Alexander Ludwig Funk                    |
| 1847      | Ulrich Ochsenbein                        |
| 1847      | Johann Rudolf Schneider                  |
| 1847-1848 | Ulrich Ochsenbein                        |
| 1848      | Alexander Ludwig Funk                    |

Zie ook: Lijst van bondspresidenten van Zwitserland, Lijst van presidenten van de Nationale Raad, Lijst van presidenten van de Kantonsraad